# Et cyborgmanifest: Naturvidenskab, teknologi og socialistisk feminisme i det sene tyvende århundrede
"Et cyborgmanifest" er et essay af biolog og filosof Donna J. Haraway. Det blev første gang udgivet i 1985 i tidsskriftet Socialist Review, og er senere udkommet i to reviderede udgaver hvoraf den seneste danner grundlaget for den danske oversættelse. Den fulde titel er "Et cyborgmanifest: Naturvidenskab, teknologi og socialistisk feminisme i det sene tyvende århundrede".
I teksten introducerer Haraway cyborg-figuren som en metafor for den uholdbarhed, der kendetegner en række gængse dikotomier i vestlig kultur og tænkning: natur/kultur, krop/ånd, menneske/dyr, dyr/maskine, virkelighed/fiktion. Selvom cyborgen er et produkt af denne orden – resultatet af forbindelserne mellem teknologi, videnskab, magt, sprog, familieliv – viser dens fremkomst, at det bestående samfund rummer mindst lige så meget destruktiv styrke som utopisk potentiale. Cyborgmanifestet kritiserer tidligere feminismer, særligt feminismens fokus på identitetspolitik, og opfordrer til at danne "affinitetskoalitioner" som alternativ. Dermed er cyborgen legmeliggørelsen af Haraways ønske om, at feminismen flytter sig hinsides de begrænsninger, som traditionelle kategorier for køn, politik og feminisme. Manifestet betragtes som en milepæl i udviklingen af feministisk og posthumanistisk teori.

Haraway skriver:
"I slutningen af det tyvende århundrede – vor tid, en mytisk tid – er vi alle kimærer, teoretiserede og fabrikerede hybrider af maskine og organisme, eller kortere formuleret: cyborger. Cyborgen er vores ontologi – den giver os vores politik. Cyborgen er et kondenseret billede af både fantasi og materiel virkelighed – de to centre, som i fællesskab strukturerer enhver mulighed for historisk transformation. I de "vestlige" naturvidenskabelige og politiske traditioner – traditionen for racistisk, mandsdomineret kapitalisme; traditionen for fremskridt; traditionen for tilegnelse af naturen som ressource til produktion af kultur; traditionen for reproduktion af selvet ved spejling af de andre – har relationen mellem organisme og maskine været genstand for grænsestridigheder. Hvad der var på spil i den kamp, var territorierne for produktion, reproduktion og fantasi. Dette essay er et argument for fornøjelsen ved udviskningen af grænserne og for ansvarligheden, når de fastlægges."